# Кучмеровська Тамара Муратівна
Тамара Муратівна Кучмеровська (до шлюбу Турбангаєва; нар. 1 лютого 1948, Цумань) — українська науковиця-біохімік, освітянка. Доктор біологічних наук (1999), професор (2017). Дослідниця питань вітамінології, нейрохімії та ендокринології, з'ясування зв'язків між процесами полі-ADP-рибозилювання та іншими NAD-залежними процесами.
Понад півстоліття — наукова співробітниця Інституту біохімії імені О. В. Палладіна (1971—т. ч.). Професор кафедри медичної біохімії та молекулярної біології Національного медичного університету імені О. О. Богомольця (2017—т. ч.). Авторка понад 320 наукових робіт, зокрема, кількох авторських свідоцтв на винаходи. Учениця професорів Аскара Халмурадова та Георгія Донченка.

## Життєпис
Народилась 1 лютого 1948 року в смт Цумань на Волині.
У 1971 році закінчила Київський державний університет імені Тараса Шевченка. Відтоді ж — наукова співробітниця відділу біохімії вітамінів Інституту біохімії імені О. В. Палладіна АН УРСР (ІБХ; пізніше — відділ біохімії коферментів; з 2011 року — відділ біохімії вітамінів і коензимів).
У 1985 році здобула науковий ступінь кандидата біологічних наук, захистивши дисертацію на тему «Изучение особенностей взаимодействия никотинамидадениндинуклеотида с синаптическими мембранами коры головного мозга крыс» (науковий керівник — професор Аскар Халмурадов).

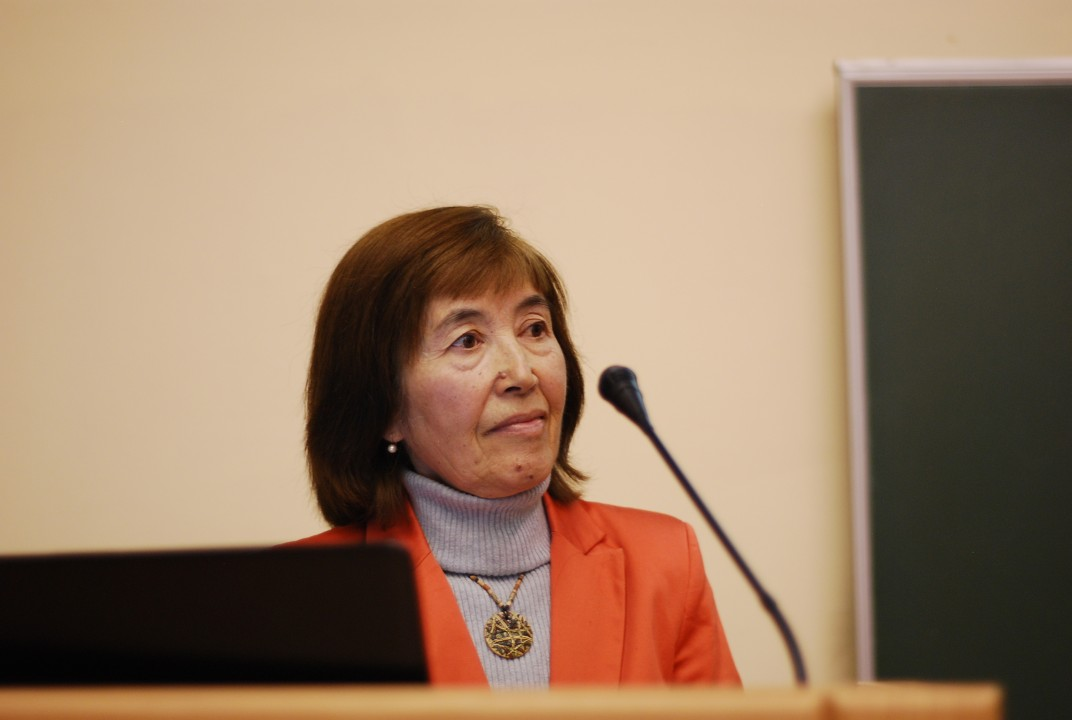
Тамара Кучмеровська під час доповіді в НМУ імені О. О. Богомольця, 2016 рік

У 1999 році здобула науковий ступінь доктора біологічних наук, захистивши дисертацію на тему «Біологічна дія вітаміну РР та його похідних у нервовій системі» (науковий консультант — професор Георгій Донченко). З 2000 року — провідна наукова співробітниця відділу біохімії коферментів ІБХ.
У 2017 році затверджена у вченому званні професора. Відтоді ж — професор кафедри медичної біохімії та молекулярної біології Національного медичного університету імені О. О. Богомольця (НМУ).
В НМУ імені О. О. Богомольця викладає дисципліну «Біологічна та біоорганічна хімія» в англомовній формі навчання. Раніше викладала елективний курс «Клінічна біохімія», вела лабораторний практикум.

## Наукова діяльність
Авторка понад 320 наукових робіт, зокрема декількох авторських свідоцтв на винаходи. Наукова керівниця та консультантка низки докторів та кандидатів наук. Серед учнів Тамари Кучмеровської — науковці Михайло Гузик, Тетяна Тихоненко тощо.
Членкиня Українського біохімічного товариства та Європейської асоціації з вивчення діабету (European Association for the Study of Diabetes). Членкиня спеціалізованих вчених рад КНУ імені Т. Г. Шевченка та Тернопільського національного медичного університету імені І. Я. Горбачевського, редакційної колегії часопису «Діабет. Ожиріння. Метаболічний синдром».
В Інституті біохімії досліджує питання вітамінології, нейрохімії та ендокринології, з'ясування зв'язків між процесами полі-ADP-рибозилювання та іншими NAD-залежними процесами. Після смерті свого вчителя Аскара Халмурадова продовжила започатковані ним дослідження молекулярних механізмів нейротропної дії вітаміну PP. Керує групою з вивчення механізмів дії вітаміну В3 (ніацину).

## Науковий доробок (частковий)
- Изучение особенностей взаимодействия никотинамидадениндинуклеотида с синаптическими мембранами коры головного мозга крыс: диссертация кандидата биологических наук : 03.00.04. — Киев, 1985. — 179 с. : ил.
- Біологічна дія вітаміну PP та його похідних у нервовій системі: дис. доктора біол. наук: 03.00.04 / Т. М. Кучмеровська. — К., 1999. — 336 с.
- Ефект ацетил-L-карнітину на мітохондріальну функцію та вивільнення серотоніну при цукровому діабеті / Т. М. Кучмеровська, І. О. Шиманський, Г. В. Донченко, Л. В. Яніцька, В. М. Копелевич, А. П. Клименко // Доповiдi Національної академії наук України. — 2008. — № 6. — С. 168—172.
- Цитопротекторна дія нікотинаміду на бета-клітини підшлункової залози / І. О. Шиманський, Г. В. Донченко, І. М. Трофимова, Н. М. Гуріна, С. М. Супрун, А. П. Клименко, Е. В. Овчіннікова, Т. М. Кучмеровська // Доповiдi Національної академії наук України. — 2010. — № 9. — С. 156—161.
- Біотехнологія одержання та перспектива використання протеїново-вітамінного грибного препарату в тваринництві / С. М. Супрун, Г. В. Донченко, Ю. М. Пархоменко, Л. І. Чехівська, Т. М. Кучмеровська // Біологія тварин. — 2010. — Т. 12, № 1. — С. 350—356.
- Фізико-хімічні характеристики сироваткового альбуміну у деяких представників тваринного світу / Г. В. Пехіменко, Т. М. Кучмеровська // Біологія тварин. — 2011. — Т. 13, № 1-2. — С. 147—154.
- Baicalein alleviates diabetic peripheral neuropathy through inhibition of oxidative–nitrosative stress and p38 MAPK activation / Roman Stavniichuk, Viktor R. Drel, Hanna Shevalye, Yury Maksimchyk, Tamara M. Kuchmerovska, Jerry L. Nadler, Irina G. Obrosova // Experimental neurology, 2011, vol. 230, № 1, pp. 106—113
- Кучмеровська, Т. М., Донченко Г. В., Тихоненко Т. М., Гузик М. М., Ставнійчук Р. В., Яніцька Л. В., Степаненко С. П., Клименко А. П. Вплив нікотинаміду на життєздатність острівцевих клітин підшлункової залози // Укр. біохім. журн. — 2012. — 84, № 2. — С. 81 — 88.
- Гурина Н. М., Кучмеровская Т. М. Иммуносорбенты для лечения экспериментального аллергического энцефаломиелита у морских свинок // Біотехнологія. .- 2012. — 5, № 5 — С. 45-53.
- Динаміка амінокислотного спектру плазми крові у хворих з різним клінічним перебігом гострого Q-інфаркту міокарда / О. Б. Яременко, П. Ф. Дудка, Т. М. Кучмеровська, Н. Х. Іорданова // Сучасні аспекти військової медицини. — 2012. — Вип. 19. — С. 540—547.
- Гузик М.М, Дякун К. О., Яніцька Л. В., Кучмеровська Т. М. Вплив інгібіторів полі(ADP-рибозо)полімерази на деякі показники оксидативного стресу у лейкоцитах крові щурів за експериментального цукрового діабету // Укр. біохім. журн.– 2013. — 85, № 1. — С. 62 — 70.
- Привроцька І. Б., Кучмеровська Т. М. Окислювальний стрес в лейкоцитах крові, про/антиоксидантний статус та жирнокислотний склад ліпідів підшлункової залози за експериментального гострого панкреатиту // УБЖ — 2013. — 85, № 5. — С. 124—136
- Окиснювальний стрес у серцi щурiв при експериментальному цукровому дiабетi: ефект нiкотинамiду / Т. М. Кучмеровська, Ю. Т. Пентек, Г. В. Донченко, Л. В. Янiцька, М. М. Гузик, К. О. Дякун // Доповіді Національної академії наук України. — 2013. — № 8. — С. 176—181.
- Дослідження деяких метаболічних порушень у морських свинок з експериментальним алергічним енцефаломієлітом / А. В. Попова, Т. М. Кучмеровська // Наукові праці Національного університету харчових технологій. — 2013. — № 49. — С. 42-44.
- Дослідження деяких показників оксидативного стресу в лейкоцитах крові щурів за умов впливу інгібіторів полі (ADP-рибозо) полімерази при експериментальному цукровому діабеті / М. М. Гузик, К. О. Дякун, Л. В. Яніцька, Т. М. Кучмеровська // Український біофармацевтичний журнал. — 2013. — № 4. — С. 15.
- Стан обміну сечової кислоти та зміни рівня NAD+ у тканинах щурів за умов інсулінорезистентного синдрому, індукованого фруктозою / Н. М. Гуріна, А. А. Шупрович, О. В. Корпачева-Зінич, В. В. Ховака, Ю. Т. Пентек, М. М. Гузик, К. О. Дякун, Т. М. Кучмеровська // Ендокринологія. — 2013. — Т. 18, № 2. — С. 11-17.
- Guzyk, Iu. T. Sergiichuk, K. O. Dyakun, L. V. Yanitska, T.M. Kuchmerovska. Effect of nicotinamide on amino acids content in bone collagen depending on biological availability of vitamins in diabetic rats // UBJ — 2014. — 86, № 4. — P. 138—149.
- Ставнійчук, Т. М. Кучмеровська Діабетична нейропатія. Роль 12/15 ліпоксигенази та метаболізму арахідонової кислоти // Ендокринологія. — 2014.- 19, № 2. — С. 156—166.
- Стан енергетичних процесiв у тканинах та вмiст амiнокислот у сироватцi кровi та печiнцi щурiв за умов гострого панкреатиту / I. Б. Привроцька, Л. В. Янiцька, Т. М. Кучмеровська // Проблеми ендокринної патології. — 2014. — № 1. — С. 38-48.
- Вміст відновленого глутатіону в плазмі крові та печінці щурів за умов гострого панкреатиту / І. Б. Привроцька, Л. Я. Федонюк, О. Ю. Ружицька, Т. М. Кучмеровська // Медична хімія. — 2014. — Т. 16, № 3. — С. 120.
- Характер росту ендотеліальних клітин пуповинної вени людини на покриттях із фібрину desAB, desA та desABB (15-42) / М. Д. Кучма, В. О. Чернишенко, В. А. Шаблій, В. М. Кирик, Т. М. Чернишенко, Д. В. Лобинцев, Г. С. Лобинцева, Т. М. Платонова, Е. В. Луговськой // Ukrainian biochemical journal. — 2014. — Vol. 86, N5 (Suppl. 1). Матеріали XI Українського біохімічного конгресу, 6-10 жовтня 2014 р., м. Київ. — С. 61.
- Сергійчук Ю. Т., Тихоненко Т. М., Гузик М. М., Яніцька Л. В., Кучмеровська Т. М. Вплив сумісної дії нікотинаміду, ацетил-L-карнітину і α-ліпоєвої кислоти на окремі ланки обміну вуглеводів за експериментального діабету 2 типу // Біологічні студії // Studia Biologica. — 2014.- 8, № 3-4. — С. 41-52.
- Сергійчук, Ю. Т. Сумісний вплив нікотинаміду, ацетил-L-карнітину та а-ліпоєвої кислоти на дисфункції мозку щурів за цукрового діабету 2-го типу / Ю. Т. Сергійчук, Т. М. Тихоненко, Т. М. Кучмеровська // Ukrainian biochemical journal. — 2014. — Vol. 86, N5 (Suppl. 1). Матеріали XI Українського біохімічного конгресу, 6-10 жовтня 2014 р., м. Київ. — С. 205—206
- Амінокислотний склад колагену I типу кісток за експериментального цукрового діабету: ефект нікотинаміду / М. М. Гузик, Ю. Т. Сергійчук, Т. М. Тихоненко, Л. В. Яніцька, Т. М. Кучмеровська // Ендокринологія. — 2014. — Т. 19 , № 4 : VIII з'їзд Асоціації ендокринологів України. Тези. — С. 289
- Trikash, I. Diabetes–induced impairments of the exocytosis process and the effect of gabapentin: the link with cholesterol level in neuronal plasma membranes / I. Trikash, V. Gumenyuk, T. Kuchmerovska // RECOOP HST Association «Bridges in Life Sciences», 9th Annual Conference May 27 — June 1, 2014, Split, Croatia: Abstracts. — 2014. — P.95
- Effect of PARP-1 inhibitors on NAD-dependent processes in brain nuclei of diabetic rats / M. Guzyk, G. Donchenko, T. Kuchmerovska // Ukrainian biochemical journal. — 2014. — Vol. 86, N5 (Suppl. 2). Матеріали XI Українського біохімічного конгресу, 6-10 жовтня 2014 р., м. Київ. — С. 12-13.
- Сергійчук Ю. Т., Конопельнюк В. В., Тихоненко Т. М., Кучмеровська Т. М. Корекція окремих ланок обміну серотоніну за експериментального цукрового діабету 2 типу // Ендокринологія. — 2014.- 19, № 3. — С. 210—216.
- Attenuation of reactive gliosis in retinas by PARP-1 inhibitors treatment under diabetes in rats / M. Guzyk, A. Tykhomyrov, T. Kuchmerovska // Diabetologia. — 2014. — Vol. 57, Issue 1 : 50th Meeting of the European Association for the Study of Diabetes, At Vienna, Austria. — P. 476
- Trikash Irene, Gumenyuk Vitaliy, Kuchmerovska Tamara. Diabetes-induced impairments of the exocytosis process and effect of gabapentin: the link with cholesterol level in neuronal plasma membranes // Neurochemical Research. — 2015. — 40, Issue 4. — P. 723—732.
- Амінокислотний спектр плазми крові хворих з гострим інфарктом міокарда із зубцем Q та фракцією викиду лівого шлуночка > 40 %, ускладненим стійкою/пізньою лівошлуночковою недостатністю / О. Б. Яременко, П. Ф. Дудка, Н. Х. Іорданова, Т. М. Кучмеровська // Серце і судини. — 2015. — № 1. — С. 37-46.
- Співвідношення гліцин/серин в плазмі крові як незалежний маркер ризику розвитку ішемічних ускладнень у хворих з гострим Q-інфарктом міокарда / О. Б. Яременко, П. Ф. Дудка, Н. Х. Іорданова, Т. М. Кучмеровська // Збірник наукових праць співробітників НМАПО ім. П. Л. Шупика. — 2015. — Вип. 24(2). — С. 391—400.
- Динаміка амінокислотного складу плазми крові у хворих на гострий інфаркт міокарда зі стійкою елевацією сегмента st на тлі лікування кверцетином / О. Б. Яременко, Н. Х. Іорданова, Т. М. Кучмеровська // Вісник наукових досліджень. — 2015. — № 4. — С. 45-49.
- Вплив експресії гена, що кодує інсуліноподібний фактор росту, на загоєння ран шкіри у мишей зі стрептозотоцин-індукованим діабетом / Ю. І. Леонов, М. С. Шкумат, П. П. Клименко, М. Ю. Говорун, М. М. Гузик, Т. М. Кучмеровська, І. М. Пішель // Цитология и генетика. — 2015. — Т. 49, № 1. — С. 26-34.
- Lamazyan G. R., Guzyk, M. M., Kuchmerovska Т. М. Influence of Citrullus colocynthis (L.) Shrad dry fruits extract on pancreas β-cells viability // Український біофармацевтичний журнал. — 2016.- 43, № 2. — С. 35-39.
- Guzyk M. M., Tykhomyrov A. A., Nedzvetsky V. S., Prischepa I. V., Grinenko T. V., Kuchmerovska T. M. Poly (ADP-ribose) Polymerase-1 (PARP-1) Inhibitors Reduce Reactive Gliosis and Improve Angiostatin Levels in Retina of Diabetic Rats // Neurochemical Research. — 2016. — 41, Issue 10, 2526—2537.
- Обґрунтування використання нового засобу місцевої дії в комплексному лікуванні генералізованого пародонтиту (експериментальне дослідження) / А. В. Борисенко, Т. М. Кучмеровська, І. А. Воловик // Современная стоматология. — 2016. — № 2. — С. 116—119.
- Обґрунтування використання нового засобу місцевої дії в комплексному лікуванні генералізованого пародонтиту (експериментальне дослідження, частина 2) / А. В. Борисенко, Т. М. Кучмеровська, І. А. Воловик // Современная стоматология. — 2016. — № 3. — С. 32-35.
- Можливості диференційованого підходу до призначення кардіопротекторів у хворих з гострим інфарктом міокарда зі стійкою елевацією сегмента ST з урахуванням амінокислотного спектра крові / О. Б. Яременко, Н. Х. Іорданова, П. Ф. Дудка, Т. М. Кучмеровська // Український кардіологічний журнал. — 2016. — № 1. — С. 29-40.
- Співвідношення рівнів фенілаланіну й тирозину в плазмі крові як маркер індивідуального стану ендогенних систем кардіопротекції та предиктор перебігу госпітального періоду гострого інфаркту міокарда з елевацією сегмента ST / О. Б. Яременко, Н. Х. Іорданова, П. Ф. Дудка, Т. М. Кучмеровська // Серце і судини. — 2016. — № 3. — С. 50-59.
- Guzyk M. M., Dyakun K.O., Yanytska L. V., Pryvrotska I. B., Pishel’ I. M. and Kuchmerovska M. Inhibitors of Poly(ADP-Ribose)Polymerase-1 as Agents Providing Correction of Brain Dysfunctions Induced by Experimental Diabetes // Neurophysiology. — 2017. — 49, N 3, P. 183—193.
- Основні аспекти гіпоксично-метаболічного стану тканин порожнини рота при захворюваннях пародонту / А. В. Борисенко, Т. М. Кучмеровська, І. Г. Васильєва, О. С. Галанта, І. А. Воловик // Современная стоматология. — 2017. — № 3. — С. 32-35.
- Поліоловий шлях як механізм при дисфункціях мозку, індукованих експериментальним діабетом: ефект нікотинаміду / Л. В. Яніцька, Т. М. Тихоненко, М. М. Гузик, Т. М. Кучмеровська // Ендокринологія. — 2017. — Т. 22, № 3. — С. 279—283.
- Інгібітори полі(АDР-рибозо)полімерази-1 як агенти, що забезпечують корекцію дисфункцій мозку, індукованих експериментальним цукровим діабетом / М. М. Гузик, К. О. Дякун, Л. В. Яніцька, І. Б. Привроцька, І. Я. Криницька, І. М. Пішель, Т. М. Кучмеровська // Нейрофизиология. — 2017. — Т. 49, № 3. — С. 199—209.
- Характер змін прооксидантно-антиоксидантних і метаболічних маркерів в динаміці комплексного лікування хворих на хронічний катаральний гінгівіт та генералізований пародонтит / А. В. Борисенко, Т. М. Кучмеровська, І. А. Воловик // Сучасна стоматологія. — 2018. — № 1. — С. 40-44.
- Біохімічні зміни у щурів за умов розвитку гострого панкреатиту та їх корекція / І. Б. Привроцька, Т. М. Кучмеровська // Матеріали XI науково-практичної конференції (з міжнародною участю) «Актуальні питання патології за умов дії надзвичайних факторів на організм», 4-5 жовтня 2018 р., Тернопіль. — 2018. — С. 30.
- Зміни експресії ключових протеїнів мозку індуковані експериментальним цукровим діабетом 1 типу та можливість їх корекції / Т. М. Тихоненко, А. О. Тихомиров, М. М. Гузик, К. О. Дякун, Т. М. Кучмеровська // Медична та клінічна хімія. — 2019. — Т. 21, № 3(80). Матеріали XII Українського біохімічного конгресу, м. Тернопіль, 30 вересня — 4 жовтня 2019 р. — С. 242.
- Шпак А. В., Тихоненко Т. М., Гузик М. М., Кучмеровська Т. М. Вплив наночастинок церй (ІV) оксиду на життєздатність клітинної лінії підшлункової залози RIN-m5F та на рівень гіперглікемії за експериментального цукрового діабету // Хімічні проблеми сьогодення (ХПС-2022): збірник тез доповідей учених, V Міжнародної (ХV Української) наукової конференції студентів, аспірантів і молодих вчених, 22–24 березня 2022 р., м. Вінниця / Донецький національний університет імені Василя Стуса. — 2022. — С. 27
- Kuchmerovska T. Prevention of diabetes-associated metabolic impairments by nicotinamide treatment // The 5th edition of International Scientific Conference «Health, medicine and bioethics in contemporary society: inter and multidisciplinary studies» Chisinau, Republic of Moldova, October 7-8, 2022. — 2022. — 1p.
- Romaniuk S. I., Tykhonenko T.M., Siromolot A.A., Guzyk M.M., Lugovska N.E., Galkin O.Yu., Kuchmerovska T.M., Kolybo D.V., Komisarenko S.V. Development of a Dietary Supplement for Improving the Cognitive Functions and Lowering the Homocysteine Levels // Наука та інновації / Sci. innov. — 2022. — Vol. 18, № 1. — P. 66-75.
- Tykhonenko T., Guzyk M., Tykhomyrov A., Korsa V., Yanitska L., Kuchmerovska T. Modulatory effects of vitamin B3 and its derivative on the levels of apoptotic and vascular regulators and cytoskeletal proteins in diabetic rat brain as signs of neuroprotection // Biochimica et Biophysica Acta (BBA) — General Subjects. — 1922. — 1866, Issue 11.
- Iaremenko O., Iordanova N., Dudka P., Kuchmerovska T. Sex-related differences in plasma amino acids of patients with ST-elevation myocardial infarction and glycine as risk marker of acute heart failure with preserved ejection fraction / O. Iaremenko, N. Iordanova, P. Dudka, T. Kuchmerovska // Amino Acids. — 2022. — Vol. 54, Issue 9. — P. 1295—1310.
- Tykhonenko T., Guzyk M., Kuchmerovska T. Could some areas of brain be impaired indiabetes mellitus and protected bynicotinamide? // FEBS open bio. — 2022. — Vol. 12, Issue S1 : Supplement: The Biochemistry Global Summit, 25th IUBMB Congress, 46th FEBS Congress, 15th PABMB Congress, July 9–14, 2022, Lisbon, Portugal. — Ст. Article P-01.3-002. — P. 138.

### Авторські свідоцтва на винаходи (у співавторстві)
- 2009 — «Спосіб одержання білково-вітамінного продукту на основі грибів fusarium sambucinum імв f-100011 і mycelia sterilia (white) імв f-100014»
- 2015 — «Спосіб прогнозування розвитку стійкої/пізньої лівошлуночкової недостатності у хворих на гострий q-інфаркт міокарда зі збереженою систолічною функцією лівого шлуночка»
- 2016 — «Спосіб оцінки ефективності кверцетину при лікуванні хворих на гострий інфаркт міокарда із зубцем q»